# St. John's Edge
I St. John's Edge sono una società di pallacanestro canadese con sede a Saint John's, nella provincia di Terranova e Labrador.
Nacquero nel 2017 e disputarono la prima stagione nella NBL Canada nel 2017-18, arrivando al secondo posto nella Central Division.

## Stagioni
| Stagione | Lega       | Denominazione   | V  | P  | %    | Piazzamento | Play-off            |
| -------- | ---------- | --------------- | -- | -- | ---- | ----------- | ------------------- |
| 2017-18  | NBL Canada | St. John's Edge | 25 | 15 | 62,5 | 2º          | Finale di division  |
| 2018-19  | NBL Canada | St. John's Edge | 21 | 19 | 52,5 | 2º          | Finale NBL Canada   |
| 2019-20  | NBL Canada | St. John's Edge | 11 | 9  | 55,0 | 2º          | stagione interrotta |